# Édouard Til
Édouard Til, né le 5 décembre 1887 à Paris 20e (France) et décédé en décembre 1942 à Auschwitz (Pologne), est un boxeur professionnel français. Résistant politique pendant la Seconde Guerre mondiale, il meurt en déportation à Auschwitz, en 1942.

## Biographie
Édouard Til est l'aîné d'une fratrie de huit enfants : Clément (1890-1971), Paul (1891-1926), Auguste (1893-1894), Ernest (1895-1926), Albert (1897-1918), Jeanne (1900-1900) et Louise (1901-1953) ; deux d'entre eux meurent en bas âge. Son père, Victor Til, né à Paris 19e le 22 décembre 1864, est bijoutier et sa mère, Jeanne Magnaudet, née à Romainville le 28 avril 1867, est ouvrière.
Til se marie à Arcueil le 2 septembre 1911 avec Désirée Cordier. Ils ont trois enfants, Jeanne (1912-1956), Georges (1914-1987) et Albert (1922-1932). Le soir du mariage, une bagarre éclate ; une femme reçoit des coups de poing et accuse Paul Til d'en être à l'origine. Ce dernier se défend vivement mais est condamné à une peine de 15 jours de prison avec sursis et une amende de 50 francs,. Plus tard dans la nuit de noces, André Til est blessé par un coup de couteau lors d'une autre altercation et est transporté à l'Hôtel-Dieu,,.
Sa carrière de boxeur professionnel débute en 1911 à l'âge de 23 ans, dans les catégories des poids mi-lourds et poids lourds. Til travaille en famille avec ses frères, Clément, dit André Til et Paul Til,. Son frère Paul Til est déjà un boxeur vedette dans le circuit international.
Au cours de sa carrière, Til côtoie des pointures de la discipline. En effet, hormis Paul Til, boxeur prolifique, champion de France poids plume, il s'entraîne notamment avec Georges Carpentier, futur champion du monde, et Marcel Moreau,,, champion de France des poids moyens, affronte des champions nationaux et internationaux tels, Albert Lurie, champion de France poids lourds, Willie Lewis, Charley Bradley, champion d'Amérique du Sud. Sa carrière est mise entre parenthèses pendant la Première Guerre mondiale, dans laquelle il est engagé. Au retour, les combats se raréfient et il ne retrouve pas sa forme ; il raccroche les gants en 1922.
Entre 1918 et 1926, plusieurs de ses frères décèdent. Son frère Albert Til meurt au Front dans les Ardennes le 28 septembre 1918 à l'âge de 20 ans. Puis, en 1926, deux de ses frères décèdent à quelques mois d'intervalle : Ernest Til le 21 janvier, à 30 ans et Paul Til le 23 mai, à 34 ans.
Sa plus jeune sœur, Louise Til, émigre vers les États-Unis après avoir épousé en 1919 un soldat Américain, Joseph Wimpee, originaire d'Alabama ; elle y est recensée en 1940 avec son mari et ses enfants.
Il vit à Vitry-sur-Seine, 17 rue du Rû Grand, et y est élu en 1935 en tant qu'adjoint au maire communiste et conseiller général de la Seine Charles Rigaud.
Le dimanche 21 mai 1939, à Vitry-sur-Seine, s'organise un challenge sportif portant son nom, le challenge Edouard-Til.
Édouard Til est arrêté le 26 juin 1941 pour distribution illicite de tracts et est déporté le 6 juillet 1942 vers Auschwitz par le Convoi des 45000 au départ du Camp de Royallieu. Sur son acte de naissance, mention est faite de son décès en décembre 1942, cependant, la date du 18 août 1942 a été reportée dans les registres du camp d'Auschwitz.

## Carrière
Édouard Til commence sa carrière professionnelle lors d'un combat contre le boxeur turc Sabri Mahir à l'Élysée-Montmartre le 8 décembre 1911. Son adversaire en est à son cinquième combat et n'a jusqu'alors remporté aucune victoire. Cette première rencontre se solde par un match nul, en revanche la seconde, trois mois plus tard, est remportée par Édouard Til ,,.
Le 13 février 1912 à Paris, Édouard Til affronte à l'occasion de son deuxième combat Camille Coeuille. Il s'est entraîné avec son frère Paul Til et Henri Piet et est en très bonne forme. Édouard Til remporte le combat par Knockout au premier round et enthousiasme les observateurs par sa qualité de frappe.
La première défaite d'Édouard Til a lieu le 22 février 1912 face à Irish O'Mara, un boxeur anglais qu'il rencontre à Liège,. Til abandonne à la quatrième reprise, s'étant blessé la main.
Le 11 mars 1912, quelques jours après sa victoire contre Sabri Mahir, Édouard Til perd face à Hubert Rocquigny "Roc" à Roubaix,.
À l'Élysée-Montmartre à Paris, le 8 mars 1912, Raphaël Belli est grièvement blessé lors d'un combat contre le Britannique Arthur Evernden, étant mis K.O. à la douzième reprise, et décède le 9 mars 1912 au matin,,,,. D'une part, le boxeur anglais est conduit dans les locaux de la police, d'autre part, l'accident mortel déclenche une vague d'émotions,,,,, ; en conséquence, les combats de boxe sont suspendus par le Préfet de police, Louis Lépine,,, bien que le boxeur anglais soit mis hors de cause rapidement,. En présence des autorités, les acteurs de la boxe, fédérations, organisateurs, boxeurs, journalistes, se réunissent les jours suivants dans les locaux du journal L'Auto afin d'améliorer efficacement les conditions de pratique de la boxe anglaise en France. Plusieurs boxeurs y participent, dont Til, Moreau, Piet ou Roc. L'objectif est de proposer au Préfet de police des solutions techniques et une nouvelle réglementation afin d'assurer la sécurité des pratiquants et des spectateurs. Les propositions consistent en l'amélioration du ring de boxe, à l'examen médical des sportifs avant le combat et la présence obligatoire du même médecin pendant le combat, à donner tout pouvoir à l'arbitre d'arrêter un combat s'il juge que l'un des combattants n'est plus en état de se battre, l'interdiction des paris et celle donnée aux femmes de combattre, de plus les mineurs doivent obtenir l'aval de leurs parents,,,. Cette importante réunion porte ses fruits et le Préfet lève finalement l'interdiction des combats,,,.
Le 20 avril 1912, Édouard Til affronte Henry Maillet à la salle du Wonderland à Paris et remporte le combat au second round par Knockout,. Cinq jours après, toujours à Paris, il affronte Paul Mettendorf, match qu'il remporte au second round. Le 9 mai 1912, Édouard Til est annoncé contre Stuber, pour l'une des demi-finales du Championnat de France des poids mi-lourds. Par la suite, il perd aux points face à Hubert Rocquigny lors de leur seconde rencontre. Le 24 juillet 1912, il doit à nouveau affronter Mettendorf à Saint-Denis, mais celui-ci est blessé et Til se retrouve face à Gaillard et remporte le combat.
Vient une série de trois combats, très rapprochés, les 15, 17 et 18 août 1912, ayant lieu dans des villes différentes (Corbigny, Nevers et Cosne-Cours-sur-Loire) contre le même adversaire, Lucien Grognet,. Entre-temps, le 16 août 1912, Til accompagne le champion français Marcel Moreau lors d'un match d'exhibition à Paris,.
A Paris, le 27 octobre 1912,, Édouard Til enchaîne, 15 jours après sa défaite contre l'Irlandais Patsy Mahoney au Wonderland,,,,, par une importante victoire à l'Édimbourg Boxing Palace contre Louis Robur. En effet, Til se qualifie pour la demi-finale du Championnat de France poids mi-lourds, cependant sans convaincre .
Le 27 décembre 1912, Édouard Til perd à Paris face au Britannique Private Ranson,,.
Après une première année d'activité riche, Til monte moins souvent sur le ring en 1913. Il est d'abord contraint de déclarer forfait pour blessure à l'entraînement dans le cadre d'un match éliminatoire pour le titre de champion de France poids lourds. Il essuie une défaite le 5 avril 1913 à Marseille face à l'Américain Willie Lewis. Puis, de retour à l'Élysée-Montmartre le 20 juin 1913, Édouard Til affronte Charley Bradley, champion d'Amérique du Sud,, et remporte le combat par disqualification de son adversaire au troisième round,. Le 13 août 1913 à Lyon, Édouard Til échoue face à Victor Marchand.
Le 12 septembre 1913 à l'Élysée-Montmartre, Til est choisi en dernière minute pour affronter le champion de France poids lourds Albert Lurie, mais est défait dès la première reprise,,,.
Til participe au Prix Dubonnet de lutte de combat (catch as catch can) qui se déroule sur plusieurs journées à partir du 15 octobre 1913 au Nouveau-Cirque à Paris : au cours des éliminatoires, il bat le Français Huet le 16 octobre 1913, puis le Français Léger le 19 octobre 1913, et le Suisse O. Deriaz le 22 octobre 1913,. Il termine son parcours à l'issue des éliminatoires.
Édouard Til enchaîne avec le défi des frères suisses Cherpillod aux Folies-Bergère de Paris, qui se déroule parallèlement au Prix Dubonnet ; les lutteurs acceptent de rencontrer tout adversaire qui se présente,, : Til bat le Français Vessière le 26 octobre 1913, mais perd contre Armand Cherpillod le 27 octobre 1913.
Le 27 janvier 1914 à Paris contre Pierre Estirac, Til est sonné dès la deuxième reprise,, et le 22 mai 1914 à l'Élysée-Montmartre contre Marcel Nilles, il jette l'éponge au quatrième round. Le 30 mai 1914, Til affronte Lamodière et remporte le combat.
C'est à Anvers, le 2 juillet 1914, qu'Édouard Til enregistre sa dernière victoire : il bat Charles Bradley pour la seconde fois,.
Depuis le 16 août 1914, sa carrière, comme celles de ses frères et d'autres boxeurs, doit s'interrompre à cause de la Première Guerre mondiale. À l'été 1915, Edouard Til est en bonne santé à la 32ème d'artillerie ; son frère André Til est blessé et se trouve à Brest.
En 1919, la Fédération Française de Boxe met au point un nouveau classement des combattants. Édouard Til est classé dans la catégorie des poids mi-lourds, deuxième série ; la catégorie est dominée par Georges Carpentier, champion de France. Certains de ses adversaires occupent d'autres catégories, comme Lurie, champion de France poids lourds, avec Paul Hams, Nilles et Estirac dans la même catégorie, Victor Marchand, Marcel Moreau ou encore Maillet sont classés dans la catégorie des poids moyens.
Au retour de la guerre, la carrière d'Édouard Til s'essouffle. En effet, il affronte sans succès à Paris, le 27 mai 1919, l'Américain Ted Jamieson (alors 2 victoires, 2 défaites). Deux ans plus tard, Til continue son parcours et s'inscrit pour le critérium de France des poids lourds qui a lieu en février 1921. À Paris, le 18 mars 1921, il perd contre l'Espagnol Joseph Teixidor par abandon à la quatrième reprise,,,.
Le 10 avril 1921, une équipe de boxeurs dont fait partie Édouard Til embarque à Marseille pour Alexandrie et Le Caire en Égypte. Le team est composé de dix combattants de toutes catégories.
Édouard Til perd contre Paul Hams à Strasbourg le 19 juin 1921. À Charleville le 24 juin 1921, il perd contre Danis.
Près d'un an plus tard, à Port-Louis en Bretagne, le 25 mai 1922, Édouard Til raccroche les gants après sa défaite face au Breton Albert Guillemoto, dont c'est le deuxième combat (9 victoires, 0 défaite sur toute sa carrière).
| Date              | Lieu                                              | Adversaire              | Boxe, catch | Victoire (V), Défaite (D) ou Nul (N) |
| ----------------- | ------------------------------------------------- | ----------------------- | ----------- | ------------------------------------ |
| 8 décembre 1911   | Élysée-Montmartre, Paris (France)                 | Sabri Mahir             | Boxe        | N                                    |
| 13 février 1912   | Arènes de boxe, Paris (France)                    | Camille Coeuille        | Boxe        | V                                    |
| 22 février 1912   | Théâtre de la Renaissance, Liège (Belgique)       | Irish O'Mara            | Boxe        | D                                    |
| 6 mars 1912       | Boxing Palace, Paris (France)                     | Sabri Mahir             | Boxe        | V                                    |
| 11 mars 1912      | Hippodrome-Théâtre, Roubaix (France)              | Hubert Roc              | Boxe        | D                                    |
| 20 avril 1912     | Wonderland, Paris (France)                        | Henry "Telliam" Maillet | Boxe        | V                                    |
| 25 avril 1912     | Boxing Palace, Paris (France)                     | Paul Mettendorf         | Boxe        | V                                    |
| 29 juin 1912      | Cirque de Paris (France)                          | Hubert Roc              | Boxe        | D                                    |
| 24 juillet 1912   | Saint-Denis (France)                              | Gaillard                | Boxe        | V                                    |
| 15 août 1912      | Salle des fêtes, Corbigny (France)                | Lucien Grognet          | Boxe        | D                                    |
| 17 août 1912      | Salle de l'Orangerie, Nevers (France)             | Lucien Grognet          | Boxe        | N                                    |
| 18 août 1912      | Théâtre municipal, Cosne-Cours-sur-Loire (France) | Lucien Grognet          | Boxe        | D                                    |
| 12 octobre 1912   | Wonderland, Paris (France)                        | Patsy Mahoney           | Boxe        | D                                    |
| 27 octobre 1912   | Édimbourg Boxing Palace, Paris (France)           | Louis Robur             | Boxe        | V                                    |
| 27 décembre 1912  | Boxing Palace, Paris (France)                     | Private Ranson          | Boxe        | D                                    |
| 5 avril 1913      | L'Eldorado Casino, Marseille (France)             | Willie Lewis            | Boxe        | D                                    |
| 20 juin 1913      | Élysée-Montmartre, Paris (France)                 | Charles Bradley         | Boxe        | V                                    |
| 13 août 1913      | Skating-Palace, Lyon (France)                     | Victor "KO" Marchand    | Boxe        | D                                    |
| 12 septembre 1913 | Élysée-Montmartre, Paris (France)                 | Albert Lurie            | Boxe        | D                                    |
| 16 octobre 1913   | Nouveau-Cirque, Paris (France)                    | Huet                    | Catch       | V                                    |
| 19 octobre 1913   | Nouveau-Cirque, Paris (France)                    | Léger                   | Catch       | V                                    |
| 20 octobre 1913   | Nouveau-Cirque, Paris (France)                    | O. Deriaz               | Catch       | V                                    |
| 26 octobre 1913   | Folies Bergère, Paris (France)                    | Vessière                | Catch       | V                                    |
| 27 octobre 1913   | Folies Bergère, Paris (France)                    | Armand Cherpillod       | Catch       | D                                    |
| 27 janvier 1914   | Boxing Palace, Paris (France)                     | Pierre Estirac          | Boxe        | D                                    |
| 22 mai 1914       | Élysée-Montmartre, Paris (France)                 | Marcel Nilles           | Boxe        | D                                    |
| 30 mai 1914       | Bourges (France)                                  | Lamodière               | Boxe        | V                                    |
| 2 juillet 1914    | El-Bardo, Anvers (Belgique)                       | Charles Bradley         | Boxe        | V                                    |
| 27 mai 1919       | Y.M.C.A., Paris (France)                          | Ted Jamieson            | Boxe        | D                                    |
| 18 mars 1921      | Cirque de Paris, Paris (France)                   | Jose Teixidor           | Boxe        | D                                    |
| 19 juin 1921      | Strasbourg (France)                               | Paul Hams               | Boxe        | D                                    |
| 24 juin 1921      | Charleville (France)                              | Danis                   | Boxe        | D                                    |
| 25 mai 1922       | Port-Louis (France)                               | Albert Guillemoto       | Boxe        | D                                    |

## Distinctions
- Croix de guerre 1914-1918 avec palme et étoile de bronze[142]
- Une rue à son nom à Vitry-sur-Seine ; une plaque commémorative est visible sur l'immeuble où il habitait[143]
- Homologué à titre posthume dans le grade de sergent de la Résistance intérieure française [144],[145]